# Provinzen Nepals
Die Provinzen Nepals (Nepali नेपालका प्रदेशहरू, Nepālkā Pradeśharū) wurden durch die Verfassung vom 20. September 2015 geschaffen. Durch diese wurde Nepal in sieben Provinzen aufgeteilt, die die Rolle der Bundesstaaten innerhalb der föderalen Republik einnehmen. Die Provinzen wurden durch Zusammenfassung der vorhandenen Distrikte gebildet, wobei in zwei Fällen Distrikte auf zwei Provinzen aufgeteilt wurden. Die Anzahl und die Zuschnitte der Provinzen waren teilweise sehr umstritten.
Innerhalb der Provinzen lebt die bisherige Distriktstruktur weiter. Die Distrikte werden weiter in Munizipalitäten (Stadtgemeinden) und Landgemeinden (Gaunpalika) untergliedert.

## Geschichte
Vollständig nahmen die Provinzen ihre Arbeit erst nach den ersten Wahlen der Provinzparlamente am 26. November 2017 und 7. Dezember 2017 auf, die zusammen mit den Wahlen zum Repräsentantenhaus stattfanden.
Alle Provinzen wurden anfangs durchnummeriert, da die Verfassung vorsieht, dass die neu zu wählenden Provinzparlamente den Namen und den Hauptsitz der Provinz festlegen sollen.  Im Februar 2018 entschied als erstes das Provinzparlament der Provinz Nr. 6, dass die Provinz den Namen Karnali tragen soll und Birendranagar deren Hauptsitz ist. Im Juni 2018 hatte sich die Provinz Nr. 4 den Namen Gandaki gegeben und ihre Provinzhauptstadt benannt.
Am 29. September 2018 gab sich die Provinz Nr. 7 den Namen Sudurpashchim und wählte Godawari als neuen Hauptort der Provinz. Bis dahin war das 20 km entfernte Dhangadhi temporäre Hauptstadt der Provinz gewesen. Die Abstimmung in der Provinzversammlung ergab eine Zwei-Drittel-Mehrheit für den neuen Namen, wobei die zwölf Abgeordneten der Nepalesischen Kongresspartei und zwei Abgeordnete der Rastriya Janata Partei Nepals (RJP) die Abstimmung boykottierten.
Damit trugen bis Ende 2018 erst drei Provinzen einen Namen und hatten eine endgültige Hauptstadt festgelegt.
Am 12. Januar 2020 beschloss das Provinzparlament der Provinz Nr. 3, dass die Provinz den Namen Bagmati tragen soll. Als Hauptstadt wurde Hetauda festgelegt. Hetauda war bereits im Januar 2018 als vorläufige Hauptstadt der Provinz bestimmt worden. Am 6. Oktober 2020 folgte die Benennung der Provinz Nr. 5 mit Lumbini. Als Hauptstadt wurde Deukhuri bestimmt. Vorletzte Benennung war Madhesh für die Provinz Nr. 2 mit der Hauptstadt Janakpur. Als letzte Provinz erhielt die Provinz Nr. 1 zum 1. März 2023 ihren endgültigen Namen Koshi.

## Liste der Provinzen

Provinzen Nepals

Im Folgenden wird aufgelistet, aus welchen Distrikten die Provinzen geschaffen wurden und in welcher Verwaltungszone diese lagen. In Klammern wird die Nummer aufgeführt, die die Provinzen trugen, bis sie ihre endgültigen Namen bekamen.

### Provinz Koshi(Nr. 1)
Hauptstadt: Biratnagar
Distrikte der Zone Mechi:
- Ilam
- Jhapa
- Panchthar
- Taplejung

Distrikte der Zone Koshi:
- Bhojpur
- Dhankuta
- Morang
- Sankhuwasabha
- Sunsari
- Terhathum

Distrikte der Zone Sagarmatha:
- Khotang
- Okhaldhunga
- Solukhumbu
- Udayapur

Bevölkerung 4.534.943 Fläche 25.905 km²

### Provinz Madhesh(Nr. 2)
Hauptstadt: Janakpur
Distrikte der Zone Sagarmatha:
- Saptari
- Siraha

Distrikte der Zone Janakpur:
- Dhanusha
- Mahottari
- Sarlahi

Distrikte der Zone Narayani:
- Bara
- Parsa
- Rautahat

Bevölkerung 5.404.145 Fläche 9.661 km²

### Provinz Bagmati(Nr. 3)
Hauptstadt: Hetauda
Distrikte der Zone Janakpur:
- Dolakha
- Ramechhap
- Sindhuli

Distrikte der Zone Bagmati:
- Bhaktapur
- Dhading
- Kathmandu
- Kabhrepalanchok
- Lalitpur
- Nuwakot
- Rasuwa
- Sindhupalchok

Distrikte der Zone Narayani:
- Chitwan

Bevölkerung 5.529.452 Fläche 20.300 km²

### Provinz Gandaki(Nr. 4)
Hauptstadt: Pokhara
Distrikte der Zone Gandaki:
- Gorkha
- Kaski
- Lamjung
- Manang
- Syangja
- Tanahu

Distrikte der Zone Dhaulagiri:
- Baglung
- Mustang
- Myagdi
- Parbat

Distrikte der Zone Lumbini:
- Nawalparasi (östlich von Bardaghat Susta)

Bevölkerung 2.413.907 Fläche 21.504 km²

### Provinz Lumbini(Nr. 5)
Hauptstadt: Deukhuri
Distrikte der Zone Lumbini:
- Arghakhanchi
- Gulmi
- Kapilbastu
- Nawalparasi (westlich von Bardaghat Susta)
- Palpa
- Rupandehi

Distrikte der Zone Rapti:
- Dang Deukhuri
- Pyuthan
- Rolpa
- Rukum (östlicher Teil)

Distrikte der Zone Bheri:
- Banke
- Bardiya

Bevölkerung 4.891.025 Fläche 22.288 km²

### Provinz Karnali(Nr. 6)
Hauptstadt: Birendranagar
Die Provinz wurde nach dem gleichnamigen Fluss benannt.
Distrikte der Zone Rapti:
- Rukum (westlicher Teil)
- Salyan

Distrikte der Zone Karnali:
- Dolpa
- Humla
- Jumla
- Kalikot
- Mugu

Distrikte der Zone Bheri:
- Dailekh
- Jajarkot
- Surkhet

Bevölkerung 1.168.515 Fläche 27.984 km²

### Provinz Sudurpashchim(Nr. 7)
Hauptstadt: Godawari
Distrikte der Zone Seti:
- Achham
- Bajhang
- Bajura
- Doti
- Kailali

Distrikte der Zone Mahakali:
- Baitadi
- Dadeldhura
- Darchula
- Kanchanpur

Bevölkerung 2.552.517 Fläche 19.539 km²